# Araponga (Minas Gerais)
Araponga é um município do estado de Minas Gerais.

## História
Em 1693 há registros de que Antônio Rodrigues Arzão, tendo em uma de suas expedições partindo de Taubaté à procura do Itacolomi (referencial dos bandeirantes) marchando para a serra do Guarapiranga, com o objetivo de aprisionar índios, avistando a então Serra dos Arrepiados, que lhes pareceram mais próximas que realmente estavam, descendo em sua direção, alcançou o rio Piranga, onde vagavam índios da nação Puri, que lhes deram  notícia da existência de ouro na região e os guiaram até a Serra dos Arrepiados. Ficando esta expedição marcada na história, tendo tido registro oficial como o primeiro ouro das Minas Gerais.
Mas, o primeiro passo para o surgimento da hoje cidade de Araponga, se deu a partir de 1780, quando o então Governador da Capitania de Minas - D. Rodrigo José de Menezes, preocupado em alargar o campo das minerações, despachou para esta região, à época conhecida pelo nome de Arrepiados, um conhecedor do sertão - o Capelão Pe. Manoel Luiz Branco, com soldados e escravos. Ali chegando, constataram a ocorrência de ouro em boa quantidade. As terras pertenciam ao Coronel Antônio Dias Ferraz, patriarca da tradicional Família Ferraz, presente até hoje na região.
Em agosto de 1781, o próprio Governador lá chegou com sua comitiva e, já encontrando mais de 400 requerimentos de sesmarias e datas minerais, imediatamente as despachou, juntamente com o desembargador Luiz Beltrão de Gouveia e Almeidae com o Coronel Antônio Dias Ferraz, ficando assim fundado o Arraial dos Arrepiados, que durante a extração de ouro existente, criou vida e prosperidade. Entretanto, o ouro que parecia ser em boa quantidade no começo, não demorou a escassear, em consequência, a grande maioria dos moradores foram tentar a sorte em outros campos abertos, e o Arraial caiu em decadência.
Em 1809, foi construído o cemitério, e o Pe. Bernardino José da Silva ergueu a capelinha primitiva coberta de palmas, dedicada a São Miguel e Almas dos Arrepiados, filial da Freguesia de Furquim. Foi então celebrada a primeira missa por D. Frei Manuel da Cruz. Lentamente, o arraial foi crescendo novamente, até que, com o Alvará de 9 de novembro de 1826, foi criado a Freguesia desmembrada da de Furquim, e, com o mesmo título de Capela - "São Miguel e Almas dos Arrepiados".								
Em 1832 foi construída a primeira igreja que foi entregue ao Revdo. Pe. Joaquim Fernandes de Godói Torres, sendo esse o primeiro e único vigário colado dessa Freguesia. Foi ele quem de fato dirigiu o Arraial por 31 anos, e aí faleceu. Tendo sido o guia e o mentor espiritual do povo daquela época, pode ele realmente ser considerado o verdadeiro fundador do Arraial dos Arrepiados.	
Em 10 de julho de 1886, a Lei Provincial nº 3387 mudou a denominação da Freguesia de São Miguel e Almas dos Arrepiados, então no Município de Viçosa, para São Miguel do Araponga, ainda sobre a tutela da família Ferraz.	
Em 17 de dezembro de 1938, o Decreto Lei nº 148, do Governador, reduziu-lhe a denominação para simplesmente Araponga, e por efeito do mesmo, o distrito de Araponga passou a pertencer ao recém - criado município de Ervália, ex-Herval.									
Finalmente, a Lei Estadual nº 2.764 de 30 de dezembro de 1962, elevou o distrito de Araponga pertencente a Ervália, à categoria de cidade.

## Demografia
Segundo dados do Censo 2022 , a população do município é de 8.048 habitantes.